# Toutatis (Parc Astérix)
Pour les articles homonymes, voir Toutatis.
Toutatis  est un circuit de montagnes russes lancées au parc Astérix à Plailly, dans l’Oise. Avec cinquante-et-un mètres de haut, elles sont les plus hautes et plus rapides montagnes russes françaises. Du constructeur Intamin, elles sont localisées au nord du parc, derrière la Trace du Hourra et Grand Splatch.
Le circuit est ouvert au public le 8 avril 2023,.

## Historique
Dans un reportage de Sept à huit sur les montagnes russes du parc Astérix, Frédéric Dubosc, alors directeur du développement du parc, annonce la réalisation future de montagnes russes lancées. Le téléspectateur apprend qu'il s'est inspiré d'une attraction en Allemagne avant que Frédéric Dubosc l'illustre avec une vidéo de Taron. 2021 est alors la date d'ouverture de ce projet.
Le salon spécialisé IAAPA Attractions Expo 2018 ouvre le 13 novembre à Orlando. Dans le cadre de ce salon, Intamin annonce de nouveaux projets, dont de futures montagnes russes lancées au parc Astérix pour 2021,.
Le projet est une première fois reporté à 2022, avant de reculer à 2023,.
Le site internet du département de l'Oise met en ligne en septembre 2020 une étude d'impact sur la nouvelle attraction. L'étude est demandée par l'autorité environnementale de la préfecture. Il y est dévoilé le nom du projet, la superficie de la nouvelle zone et les différents éléments la composant,,,,,,,,.
Cette attraction a pour but d'être installée sur les 2,8 ha d'une extension de la zone nommée La Gaule intitulée Festival Toutatis (cette portion sera finalement considérée comme une zone à part entière). Un kiosque de restauration, un terrain de jeux, un emplacement pour chariot ambulant de souvenirs et des baraques de jeux forains sont prévus sur cette extension. Avec cet investissement de 28 millions d'euros, la direction espère attirer 100 000 visiteurs supplémentaires,.
Le chantier démarre en 2021, via un montage partiel du circuit en janvier puis mars, ainsi que l'aménagement du gros œuvre à partir de septembre.
Des images de conception graphique sont dévoilées le 24 juin 2021.
La scénographie du Festival Toutatis et de l'attraction est signée  par KAERU Theme Park Design. 
L'entreprise chargée de la réalisation de la thématisation de l'attraction est Atelier artistique du béton.
La musique est signée par Benjamin Ribolet.

## Circuit
La longueur du circuit est de 1 075 mètres et la longueur du trajet parcouru est de 1 361 mètres avec des sections en aller-retour.
Capables d'accueillir vingt passagers, les trois trains sont composés de cinq wagons dotés de deux rangées.
Le train est catapulté par un lancement, le parcours se poursuit par des virages serrés et une inversion. Ceci est suivi d'un triple half-pipe launch, dans lequel les visiteurs sont catapultés en avant, en arrière et en avant. L'attraction (un quadruple half-pipe launch) est la plus catapultée d'Europe. Le train atteint une vitesse suffisante pour franchir un top hat. Le parcours se termine par une série de virages serrés, de bosses et d'inversions. Les montagnes russes battent un record du monde : les occupants ont la sensation d'apesanteur 23 fois lors d'un trajet. Elles sont composées de quatre catapultages et d'une descente à 101°.
Les montagnes russes sont les plus hautes et plus rapides montagnes russes de France. Jusqu'alors, les plus hautes françaises étaient à égalité The Monster à Walygator Grand Est, OzIris au parc Astérix et Triops au parc Bagatelle avec quarante mètres. Les plus rapides étaient Avengers Assemble: Flight Force au parc Walt Disney Studios avec 91,7 km/h.